# Ludwik Monza
Ludwik Monza, właśc. wł. Luigi Monza (ur. 22 czerwca 1898 r. w Cislago, zm. 29 września 1954 r. w Lecco) – włoski kapłan, założyciel dobroczynnego instytutu świeckiego małych apostołów (wł.) l’Istituto Secolare delle piccole Apostole della carità i stowarzyszenia "Nasza Rodzina", (wł.) La Nostra Famiglia, błogosławiony Kościoła rzymskokatolickiego.
Urodził się słabego zdrowia w biednej rolniczej rodzinie. Mając 18 lat wstąpił do seminarium duchowneego Villoresi w Mediolanie. 19 września 1925 r. otrzymał święcenia kapłańskie. W 1936 r. został proboszczem kościoła św. Jana (wł. San Giovanni) w Lecco. W roku 1937 założył instytut świecki Małe Apostołki Miłości i stowarzyszenie Nasza Rodzina zajmujące się opieką zdrowotną, społeczną oraz edukacją i rehabilitacją osób, główne dzieci, niepełnosprawnych i upośledzonych.
Ludwik Monza zmarł mając 55 lat w opinii świętości. Pochowany został początkowo w kościele parafialnym pw. Jana Castagna w Lecco. W 1964 r. jego szczątki przeniesiono do domu "Naszej Rodziny" w Ponte Lambro.
Został beatyfikowany przez papieża Benedykta XVI w dniu 30 kwietnia 2006 r. w Mediolanie.